# گابریله کولومبو
گابریله کولومبو (ایتالیایی: Gabriele Colombo؛ زادهٔ ۱۱ مهٔ ۱۹۷۲) دوچرخه‌سوار اهل ایتالیا است.